# Berlova vápenka
Berlova vápenka u města Třemošnice, známá též jako Vápenka Závratec, je cenná technická a kulturní památka, dokládající místní průmyslovou tradici a historii. Jde o evropskou raritu – 150 let starou výrobnu vápna, ke které vedla 5 km dlouhá lanová dráha. V letech 2009–2010 provedlo město Třemošnice s podporou Evropské unie rekonstrukci vápenky, která dnes slouží veřejnosti jako muzeum železnohorského vápenictví.

## Historie vápenky
S výstavbou vápenky v Závratci bylo započato v roce 1880, krátce nato tu byla zahájena výroba. Vápenka vznikla v severní části Železných hor, bohatých na vápenec, a proto zde dříve bylo podobných vápenek více. V letech 1891–1892 došlo k přestavbě vápenky majitelem Berlou do dnešní podoby. Doprava suroviny, vápence, byla prováděna nákladní lanovou košíkovou dráhou z Prachovic, kde se vápenec těžil. Lanovka měřila 5 kilometrů a patřila svého času k nejdelším v Čechách; cesta suroviny z Prachovic do Závratce trvala 50 minut. Po roce 1950 však byla v Prachovicích vybudována velká vápenka a cementárna a stavba tohoto podniku vedla k zastavení provozu ve starých vápenkách v okolí. V roce 1960 vyhasly i pece v Závratci. Pak již objekt Berlovy vápenky chátral a jeho majitelem se stalo město Třemošnice.
Od května 2004 je chráněna jako kulturní památka České republiky.

## Rekonstrukce

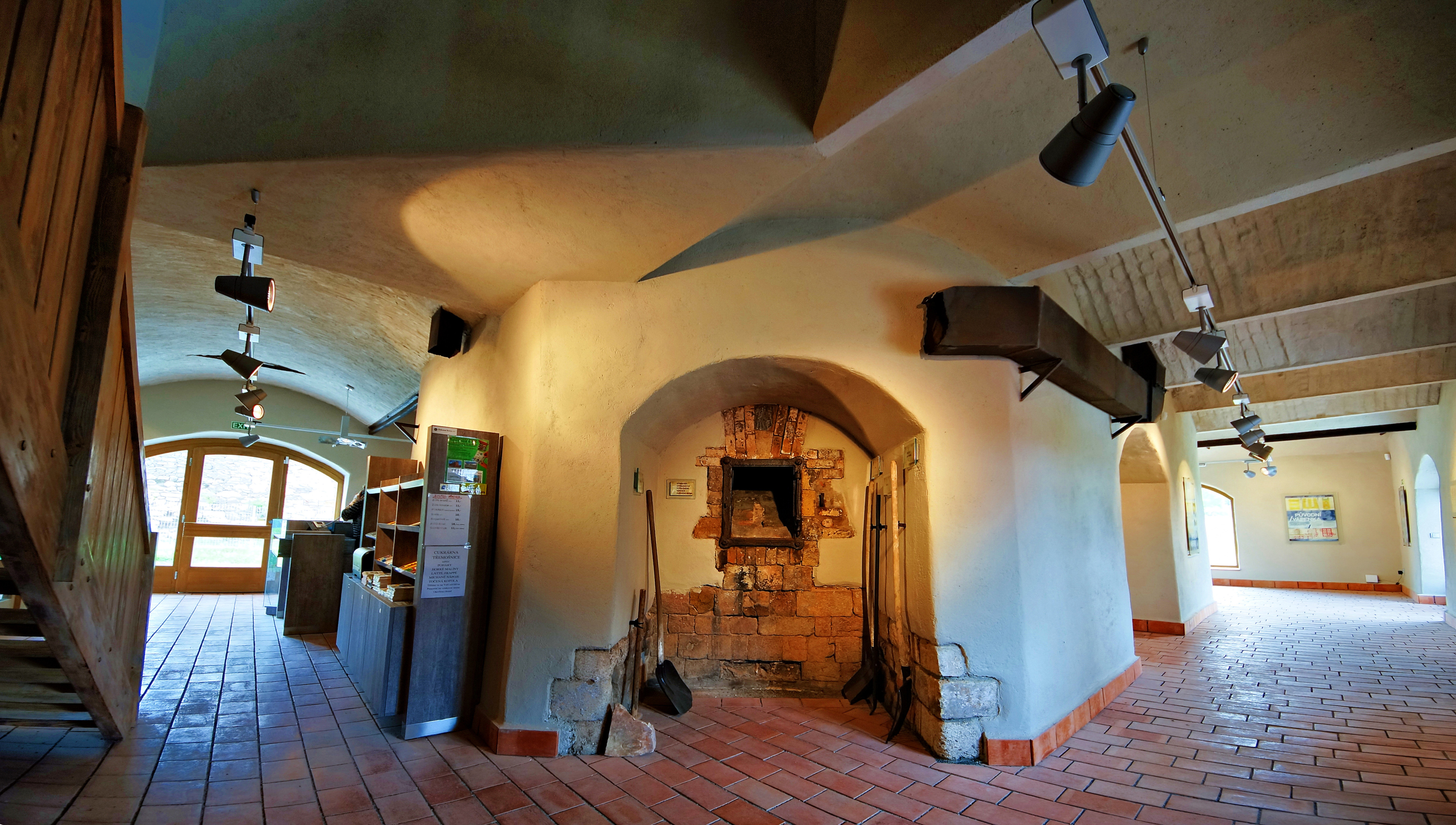
přízemí vápenky

V posledních letech byl několikrát proveden pokus o rekonstrukci třemošnické vápenky, toto úsilí ale vždy ztroskotalo na penězích. Město Třemošnice vynaložilo několikaleté úsilí na přípravu projektu, rekonstrukci a získání finanční částky. Vše se změnilo, když bylo 80 procent investic získáno z finančních prostředků Regionálního operačního programu NUTS II – tedy z fondů Evropské unie. V letech 2009–2010 tak mohla proběhnout rekonstrukce vápenky, na které se mimo EU podílelo též město Třemošnice a firma Holcim Prachovice.
Náklady na rekonstrukci takzvané malé vápenky, rozdělené na tři etapy, dosáhly 24 milionů korun. Práce provedla brněnská firma Matoušek, která vápenku zrekonstruovala do podoby v jaké byla při ukončení výroby. Dne 19. července 2010 byla technická památka otevřena veřejnosti.